# Asociación Nacional de Distribuidores de Electrónica
La Asociación Nacional de Distribuidores de Electrónica (en castellano, ANDE y en inglés NEDA), es una asociación comercial en los Estados Unidos de los fabricantes y distribuidores.
La asociación colabora en la estandarización de los nombres de los componentes, como por ejemplo las baterías. ANDE es a veces citado por los fabricantes americanos, junto con INEE, para nombres de componentes.